# La Blonde au coin de la rue
Pour plus de détails, voir Fiche technique et Distribution.
La Blonde au coin de la rue (Блондинка за углом, Blondinka za uglom) est un film soviétique réalisé par Vladimir Bortko, sorti en 1984.

## Fiche technique
- Titre original : Блондинка за углом, Blondinka za uglom
- Titre français : La Blonde au coin de la rue
- Réalisation : Vladimir Bortko
- Scénario : Aleksandr Chervinsky
- Photographie : Ivan Bagaev et Valentin Komarov
- Musique : Isaac Schwarts
- Production : Lenfilm
- Pays d'origine : URSS
- Format : Couleurs - 35 mm
- Genre : comédie, romance
- Durée : 83 minutes
- Date de sortie : 1984

## Distribution
- Tatiana Doguileva : Nadejda
- Andreï Mironov : Nikolaï Gavrilovitch Poryvaev
- Mark Proudkine : Gavrila Maksimovitch, le père de Nikolaï
- Yevgeniya Khanayeva : Tatiana Vassilievna, la mère de Nikolaï
- Elena Solovei : Regina
- Anatoly Slivnikov : Gena 'Crocodile', le frère de Nadejda
- Baadur Tsuladze : Rachid Rachidovitch
- Anatoli Ravikovitch : le vendeur